# Ceryx macgregori
Ceryx macgregori är en fjärilsart som beskrevs av Schultze 1900. Ceryx macgregori ingår i släktet Ceryx och familjen björnspinnare. Inga underarter finns listade i Catalogue of Life.